# العلاقات العمانية الفانواتية
العلاقات العمانية الفانواتية هي العلاقات الثنائية التي تجمع بين سلطنة عمان وفانواتو.

## مقارنة بين البلدين
هذه مقارنة عامة ومرجعية للدولتين:
| وجه المقارنة                                              | سلطنة عمان    | فانواتو                                  |
| --------------------------------------------------------- | ------------- | ---------------------------------------- |
| المساحة (كم2)                                             | 309.50 ألف    | 12.19 ألف                                |
| عدد السكان (نسمة)                                         | 4.64 مليون    | 276.24 ألف                               |
| الكثافة السكانية (ن./كم²)                                 | 14.99         | 22.66                                    |
| العاصمة                                                   | مسقط          | بورت فيلا                                |
| اللغة الرسمية                                             | اللغة العربية | اللغة البسلاما، لغة فرنسية، لغة إنجليزية |
| العملة                                                    | ريال عماني    | فاتو فانواتي                             |
| الناتج المحلي الإجمالي (بليون دولار)                      | 72.64 مليار   | 862.88 مليون                             |
| الناتج المحلي الإجمالي (تعادل القوة الشرائية) بليون دولار | 179.49 مليار  | 790.76 مليون                             |
| الناتج المحلي الإجمالي الاسمي للفرد دولار أمريكي          | 15.55 ألف     | 2.81 ألف                                 |
| الناتج المحلي الإجمالي للفرد دولار أمريكي                 | 38.63 ألف     | 3.03 ألف                                 |
| مؤشر التنمية البشرية                                      | 0.793         | 0.594                                    |
| رمز المكالمات الدولي                                      | +968          | +678                                     |
| رمز الإنترنت                                              | عمان          | .vu                                      |
| المنطقة الزمنية                                           | ت ع م+04:00   | ت ع م+11:00                              |

## منظمات دولية مشتركة
يشترك البلدان في عضوية مجموعة من المنظمات الدولية، منها:
| علم المنظمة | اسم المنظمة                        | تاريخ انضمام سلطنة عمان | تاريخ انضمام فانواتو |
| ----------- | ---------------------------------- | ----------------------- | -------------------- |
|             | يونسكو                             | 10 فبراير 1972          | 10 فبراير 1994       |
|             | مؤسسة التمويل الدولية              | 1973                    | 28 سبتمبر 1981       |
|             | منظمة حظر الأسلحة الكيميائية       | ?                       | ?                    |
|             | مؤسسة التنمية الدولية              | 1973                    | 28 سبتمبر 1981       |
|             | منظمة التجارة العالمية             | 2000                    | ?                    |
|             | وكالة ضمان الاستثمار متعدد الأطراف | 1989                    | 27 يوليو 1988        |
|             | الاتحاد البريدي العالمي            | ?                       | ?                    |
|             | الاتحاد الدولي للاتصالات           | 28 أبريل 1972           | 30 مارس 1988         |
|             | الأمم المتحدة                      | 7 أكتوبر 1971           | 15 سبتمبر 1981       |
|             | البنك الدولي للإنشاء والتعمير      | 1971                    | 28 سبتمبر 1981       |
|             | المنظمة الهيدروغرافية الدولية      | ?                       | ?                    |

## وصلات خارجية
- موقع وزارة الخارجية العمانية